# Crassula vaillantii
Crassula vaillantii là một loài thực vật có hoa trong họ Crassulaceae. Loài này được (Willd.) Roth miêu tả khoa học đầu tiên năm 1827.